# Tatra K2
Tatra K2 est un type de matériel roulant ferroviaire de type tramway, construit par la société tchécoslovaque ČKD de 1966 à 1983. Ces rames ont fourni les réseaux de tramways des pays de l'Est.

## Modèles

### K2SU
Le K2SU est la version destinée à la Russie en 1966. La production s'est arrêtée prématurément en 1969 à cause de trop mauvaises ventes. Un total de 426 rames ont été livrés. 

### K2YU
Sarajevo est la seule ville de l'ex-Yougoslavie à recevoir des K2, sous le nom de K2YU. Cette variante a peu de différences avec le K2 de base. Deux autres villes se sont procuré ce modèle, 15 rames pour Brno et 3 pour Bratislava.

## Production
Un total de 567 véhicules ont été fabriqués et ont circulé dans les villes suivantes :
|                                  | Ville             | Années de livraison | K2  | K2SU | K2YU | Total |
| -------------------------------- | ----------------- | ------------------- | --- | ---- | ---- | ----- |
| Drapeau de la Slovaquie          | Bratislava        | 1969-1983           | 86  | 0    | 3    | 89    |
| Drapeau de la Tchéquie           | Brno              | 1967-1983           | 117 | 0    | 15   | 132   |
| Drapeau de l'Ukraine             | Kharkiv           | 1968-1969           | 0   | 35   | 0    | 35    |
| Drapeau de la Russie             | Moscou            | 1967-1969           | 0   | 60   | 0    | 60    |
| Drapeau de la Russie             | Novossibirsk      | 1966-1969           | 0   | 36   | 0    | 36    |
| Drapeau de la Tchéquie           | Ostrava           | 1966-1983           | 10  | 0    | 0    | 10    |
| Drapeau de la Russie             | Rostov-sur-le-Don | 1968                | 0   | 5    | 0    | 5     |
| Drapeau de la Russie             | Samara            | 1967-1969           | 0   | 35   | 0    | 35    |
| Drapeau de la Bosnie-Herzégovine | Sarajevo          | 1973-1983           | 0   | 0    | 90   | 90    |
| Drapeau de la Russie             | Toula             | 1968-1969           | 0   | 20   | 0    | 20    |
| Drapeau de la Russie             | Oufa              | 1968-1969           | 0   | 35   | 0    | 35    |
| Drapeau de la Russie             | Iekaterinbourg    | 1967-1969           | 0   | 20   | 0    | 20    |
|                                  |                   | Total               | 213 | 246  | 108  | 567   |